# Нововладимировское сельское поселение
Нововладимировское сельское поселение — муниципальное образование в Тбилисском районе Краснодарского края России.
В рамках административно-территориального устройства Краснодарского края ему соответствует Нововладимировский сельский округ.
Административный центр — станица Нововладимировская.

## Население
| 2010  | 2012  | 2013  | 2014  | 2015  | 2016  | 2017  |
| ----- | ----- | ----- | ----- | ----- | ----- | ----- |
| 3074  | ↗3081 | ↘3054 | ↗3056 | ↘3044 | ↗3052 | ↘3039 |
| 2018  | 2019  | 2020  | 2021  | 2023  |       |       |
| ↘3024 | ↗3033 | ↗3039 | ↘2996 | ↘2942 |       |       |

## Населённые пункты
В состав сельского поселения (сельского округа) входят 8 населённых пунктов:
| № | Населённый пункт   | Тип населённого пункта | Население (чел.) |
| - | ------------------ | ---------------------- | ---------------- |
| 1 | Нововладимировская | станица                | ↗1736            |
| 2 | Еремин             | хутор                  | ↘175             |
| 3 | Новобекешевская    | станица                | ↘438             |
| 4 | Нововладимировский | хутор                  | ↘281             |
| 5 | Ромашевка          | хутор                  | ↘14              |
| 6 | Соколовка          | хутор                  | ↗42              |
| 7 | Чернобабов         | хутор                  | ↘75              |
| 8 | Ивановка           | хутор                  | ↘313             |